# 馬格尼托格爾斯克馬鋼城
馬格尼托格爾斯克馬鋼城冰球俱樂部是當前的大陸冰球聯盟的一支隊伍。隊伍在2013-14年賽季及2015-16年賽季獲得加加林盃。

## 外部連結
- Official website of the Metallurg Magnitogorsk